# Erasmus Stockmann
Erasmus Stockmann (* 21. Mai 1544 in Hamburg; † 26. Februar 1608 in Rostock) war ein deutscher Professor für Physik und Metaphysik. 
Erasmus Stockmann studierte ab April 1562 an der Universität Rostock. Er wohnte im Haus des Professors der Medizin Gerhard Nennius († 1566), dessen Tochter Elisabeth er 1579 heiratete.
im Wintersemester 1569/70 wurde Stockmann als Magister rezipiert und zehn Jahre später Professor als Nachfolger von Christoph Gertner († 1578). Während des Wintersemesters 1587/88 war Stockmann Rektor der Rostocker Universität.
Sein Sohn Joachim Stockmann (1592–1653) wurde Professor für Medizin.